# 洛可·卡雷努錫克
洛可·卡雷努錫克（Roko Karanušić，1982年9月5日—）出生于南斯拉夫克罗地亚社会主义共和国萨格勒布，是一位克羅埃西亞男子職業網球運動員，他于2000年成为职业选手。

## 外部連結
- 洛可·卡雷努錫克（英文/西班牙文）的官方資料
- 洛可·卡雷努錫克的國際網球總會 職業／青少年 官方資料（英文）
- 洛可·卡雷努錫克的官方資料（英文）